# Scholengemeenschap Edith Stein
De Scholengemeenschap Edith Stein dankt haar naam aan de Duitse geestelijke Edith Stein.  De organisatie omvat volgende scholen in Gent en omstreken:
- Sint-Janscollege
  - Campus Heiveld
  - Campus Visitatie
- Sint-Bavohumaniora
- IVV Sint-Vincentius
  - Campus Zottegem
  - Campus Molenaarsstraat
  - Campus Eeklo
  - Campus Oudenaarde
  - Campus Guislain
- HTISA
  - Hoger Technisch Instituut Sint-Antonius
  - Centrum Deeltijds Onderwijs 'De Rotonde'
- IVIO Binnenhof
  - Campus Drongen
  - Campus Peperstraat
- Sint-Barbaracollege
- Onze-Lieve-Vrouwe-instituut
- Sint-Lievenscollege
  - Humaniora
  - Business
- Humaniora Nieuwen Bosch
- Kunsthumaniora Sint-Lucas
- VISO
  - Mariakerke
  - Gent